# Haulomatic
Haulomatic is een voormalig vrachtwagenmerk uit Engeland.
Het merk Haulomatic werd opgericht in 1969 en vestigde zich in Wolverhampton. Het bedrijf specialiseerde zich in kiepwagens met twee of drie assen. Het bedrijf gebruikte onderdelen van andere merken, waaronder motoren van Perkins en versnellingsbakken van Allison. In 1982 werd Haulomatic overgenomen door Clarke, Clarke zelf werd in 1989 overgenomen door Nei (Northern Engineering Group).